# Sesleria korabensis
Sesleria korabensis är en gräsart som först beskrevs av Ferdinand Kummer och Jáv., och fick sitt nu gällande namn av Miloš Deyl. Sesleria korabensis ingår i släktet älväxingar, och familjen gräs. Inga underarter finns listade i Catalogue of Life.